# Sånger från Efterfesten 2
Sånger från Efterfesten #2 är ett album av den svenska rockgruppen Efterfesten som släpptes den 25 januari 2019.

## Låtlista
| Nr           | Titel                                  | Längd |
| ------------ | -------------------------------------- | ----- |
| 1.           | Stjärna i huvudet                      | 9:28  |
| 2.           | För dom vi skickar tillbaks            | 3:50  |
| 3.           | Det borde kosta                        | 5:34  |
| 4.           | Komet                                  | 4:45  |
| 5.           | Köp en lott                            | 7:21  |
| 6.           | Gudomlig intervention (Single Version) | 5:12  |
| 7.           | Svart eller vitt (EP Version)          | 4:47  |
| Total längd: | Total längd:                           | 40:57 |